# Ann Twardowicz
Ann Twardowicz, geborene Ruth Ann Mandel (* 1929 in Columbus, Ohio, USA; † 1973) war eine US-amerikanische Malerin und Grafikerin.

## Leben
Ann Twardowicz studierte Kunst an der Ohio State University. Sie gehörte zu den bekannten Vertretern der Grafik und Malerei, die im Stil des Abstrakten Expressionismus arbeiteten. Ihre bekanntesten Arbeiten sind abstrakte, farbige Holzschnitte. Ann Twardowicz war mit Stanley Twardowicz (1917–2008) verheiratet, einem bekannten Maler und Fotografen. Beide waren mit Jack Kerouac befreundet. Sie ist auf zahlreichen Fotografien zusammen mit Kerouac zu sehen, als dieser in Northport (New York) wohnte.
In den 1950er- und 1960er-Jahren fand ihre Arbeit internationale Aufmerksamkeit. Twardowicz war unter anderem Teilnehmerin der documenta 2 im Jahr 1959 in Kassel.